# Escola Estadual Joaquim Murtinho
A Escola Estadual Joaquim Murtinho é uma instituição pública de ensino localizada na cidade de Campo Grande, capital do estado de Mato Grosso do Sul, Brasil, sendo a primeira escola fundada a mais de 100 anos e a primeira escola centenária na cidade. Atualmente, atende aos níveis de Ensino Fundamental – Anos Finais e Ensino Médio, funcionando nos períodos diurno e noturno.
De acordo com dados do Censo Escolar 2024, a escola possui cerca de 1.389 matrículas e conta com 100 professores. No Índice de Desenvolvimento da Educação Básica (IDEB) de 2023, obteve nota 4,9 nos Anos Finais do Ensino Fundamental. No Exame Nacional do Ensino Médio (ENEM) de 2019, a média geral dos alunos foi de 498,13 pontos, com uma taxa de participação de 61%.

## História
A Escola é uma instituição pública de ensino mantida pela Secretaria de Estado de Educação de Mato Grosso do Sul. Fundada em 26 de julho de 1926, durante o governo de Estevão Corrêa, foi inicialmente denominada Escola Normal Modelo Joaquim Murtinho. Entre seus fundadores destacou-se o professor Múcio Teixeira, que assumiu a direção da escola em 1930.

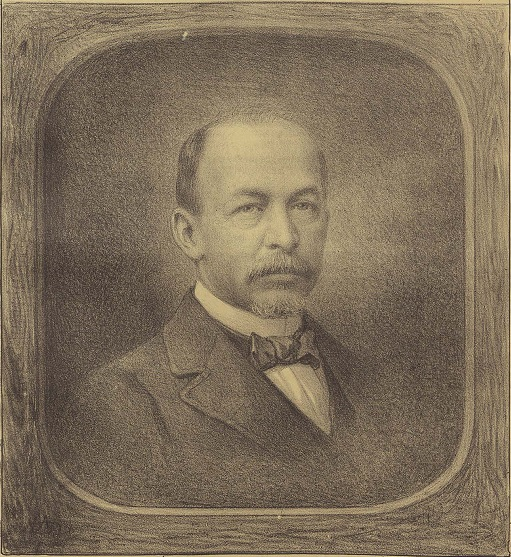
Retrato de Joaquim Murtinho.

Em 1932, Múcio Teixeira foi exonerado do cargo por seu envolvimento na Revolução Constitucionalista, apoiando os estados de São Paulo e Mato Grosso. Ele também esteve entre os organizadores do Batalhão Visconde de Taunay. Anos mais tarde, em janeiro de 1948, foi reconduzido ao cargo de diretor da instituição.
No ano de 1960, como reconhecimento pelos serviços prestados à escola, Múcio Teixeira foi nomeado professor vitalício da disciplina de Matemática e Estatística Aplicada, aposentando-se em 1961 após mais de três décadas de atuação no serviço público estadual.

### Nome da escola
A instituição homenageia Joaquim Murtinho, médico e político brasileiro nascido em Cuiabá, em 7 de dezembro de 1848. Filho de mãe mato-grossense e pai baiano, transferiu-se ainda jovem para o Rio de Janeiro, onde concluiu os estudos no Colégio do Padre Paiva em 1864. Formou-se em Medicina e Engenharia, tornando-se professor catedrático da Escola Central e Politécnica e fundador do Instituto Hahnemanniano do Brasil.
Ao longo da carreira pública, foi senador em 1891, ministro da Indústria em 1897 e ministro da Fazenda entre 1898 e 1902. Faleceu em 17 de novembro de 1911, no Rio de Janeiro, sendo lembrado por sua atuação em prol da gestão pública e da cidadania.

### Personalidades e legado
|                       |  |                           |
| Glauce Rocha em 1962. |  | O senador Saldanha Derzi. |

Diversas figuras notáveis passaram pela escola ao longo de sua história, entre elas:
- Maria Constância de Barros Machado (educadora);
- Glauce Rocha (atriz);
- Rachid Saldanha Derzi (senador);
- Hércules Maymone (secretário de Educação no governo de Marcelo Miranda);
- André Puccinelli (prefeito e governador).[10]

A escola mantém viva sua memória institucional por meio de elementos como o painel no corredor de entrada da quadra poliesportiva, que homenageia diferentes momentos de sua trajetória.
Em 1979, o professor Múcio Teixeira Júnior registrou em artigo no Jornal de Campo Grande (nº 25, de 26 de agosto, p. 20) sua indignação com a demolição do prédio original da escola durante o governo José Fragelli. O ato foi considerado, segundo ele, um “crime contra o patrimônio histórico educacional” da cidade, gerando comoção entre os docentes da época.

## Localização
A escola está situada na Avenida Afonso Pena, nº 2445, no bairro Centro, em Campo Grande – MS, com CEP 79002-073. Sendo a principal escola da capital do Mato Grosso do Sul, ficando perto da Praça Ary Coelho, Praça do Rádio (ou Praça da República), da Prefeitura de Campo Grande, da Sejuv e do Shopping Campo Grande.

## Estrutura e acessibilidade
A unidade escolar conta com uma infraestrutura ampla e acessível, incluindo:
- Biblioteca e sala de leitura;
- Laboratórios de informática e ciências;
- Quadras esportivas cobertas e descobertas;
- Salas climatizadas;
- Cozinha e refeitório com alimentação escolar;
- Recursos de acessibilidade como elevador, rampas, pisos e sinalizações táteis e visuais, além de banheiros adaptados.
- Corpo docente e pedagógico

## Perfil socioeconômico
A maioria dos estudantes da escola pertence ao nível socioeconômico médio-alto, com acesso a recursos como internet, eletrodomésticos e transporte próprio, conforme dados do INEP.